# Johann Conrad Peyer
Johann Conrad Peyer (Sciaffusa, 26 dicembre 1653 – 29 febbraio 1712) è stato un anatomista svizzero.

## Biografia
Studiò medicina a Parigi come allievo di Guichard Joseph Duverney (1648-1730), a Montpellier con Raymond Vieussens (1635-1713) e ottenne la sua laurea in medicina nel 1681 a Basilea.